# فرودگاه پاین ریج رنچ
 فرودگاه پاین ریج رنچ (به انگلیسی: Pineridge Ranch Airport) یک فرودگاه خصوصی است که یک باند فرود چمن دارد و طول باند آن ۸۲۲ متر است. این فرودگاه در کشور ایالات متحده آمریکا قرار دارد و در ارتفاع ۹۳۵ متری از سطح دریا واقع شده است.